# Partido del Reich de la Clase Media Alemana
El Partido del Reich de las Clase Media Alemana (en alemán: Reichspartei des deutschen Mittelstandes), conocido entre 1920 y 1925 como el Partido Económico de las Clase Media Alemana (en alemán: Wirtschaftspartei des deutschen Mittelstandes), fue un partido político alemán conservador durante la República de Weimar. Era comúnmente conocido como Wirtschaftspartei o WP.

## Desarrollo
Tras el establecimiento de la República de Weimar, el Partido Nacional del Pueblo Alemán (DNVP), que surgió como el principal partido conservador, esperaba incluir a la burguesía consolidada de Alemania como parte natural de su propia base de electorado. Sin embargo, este no fue el caso, ya que el partido rápidamente se asoció con los intereses rurales generales, así como con los de las grandes empresas y, como resultado, el WP se formó en 1920 para ser el partido de esta ideología Mittelstand. Para reflejar los puntos de vista de este grupo, el WP pidió una reducción en la intervención del gobierno en la economía, mayor libertad para los negocios e impuestos más bajos. Cercano a la Asociación Central de Propietarios de Viviendas y Fincas, se opuso especialmente a la revaluación, que consideró un ataque a los derechos de los propietarios. El WP no consiguió el voto de la clase media, ya que algunos se inclinaron por el DNVP o uno de los dos partidos liberales, mientras que otros prefirieron alternativas de derecha más radicales, pero en general el WP surgió como el principal partido que apuntaba específicamente a las clases medias y pedía abiertamente su apoyo.
Su primera representación fue en el Landtag de Prusia en 1921 y llegó en el Reichstag en 1924. Su mejor resultado en unas elecciones nacionales llegó en 1930 cuando obtuvo 23 escaños. Este total se redujo a dos solo dos años después, momento en el que había perdido la mayor parte de su electorado, que había optado por el Partido Nazi.

## Sajonia
El partido disfrutó de su mayor número de seguidores en Sajonia, durante la década de 1920 y cuando participó por primera vez en las elecciones del Landtag de Sajonia en 1924, recibió el 7,9% de los votos en Chemnitz-Zwickau, el único distrito en el que se presentó.
En 1926, el partido se alió con el Partido Popular Alemán, el DNVP y el Partido del Reich por los Derechos Civiles y la Deflación en un pacto contra los "partidos rojos" en Sajonia, argumentando que la izquierda estaba utilizando ese estado para lanzar su asalto a la República de Weimar, y para establecer el comunismo en Alemania. Sin embargo, el pacto no funcionó ya que un gobierno del Partido Socialdemócrata de Alemania asumió el cargo en el estado mientras el WP estaba discutiendo con sus aliados del Partido del Reich sobre el tema de la revaluación de la propiedad (a lo que WP se oponía y el Partido del Reich apoyaba).
No obstante, su apoyo en Sajonia se reflejó en las elecciones al Reichstag de 1928, donde con el 8,5% de los votos del partido fue, con diferencia, el más alto del país. Esta cayó al 7,3% en 1930 y al 1% en julio de 1932, por lo que el WP, que había coqueteado con la retórica antiparlamentaria y el corporativismo, vio su apoyo transferido al Partido Nazi en Sajonia como ocurrió lo mismo en otros lugares.